# Гори, Адольфо
Адольфо Гори (итал. Adolfo Gori; род. 13 февраля 1939, Виареджо, Тоскана) — итальянский футболист, защитник.

## Клубная карьера
Воспитанник футбольной школы клуба «Виареджо». Взрослую футбольную карьеру начал в 1956 году в основной команде клуба, в которой провёл три сезона, приняв участие в 59 матчах четвёртого итальянского дивизиона.
Впоследствии с 1959 по 1961 год был основным игроком «Луккезе», после чего присоединился к СПАЛ, клубу Серии A, где также регулярно выходил на поле.
В 1963 году перешёл в туринский «Ювентус», в котором провел следующие шесть сезонов карьеры. В 1965 году стал обладателем Кубка Италии, а в сезоне 1966—1967 помог команде выиграть чемпионат Италии.
Затем, проведя сезон 1969—1970 в «Брешиа», перебрался в США, где в 1971 году играл за «Рочестер Лансерс». 1972 был играющим тренером этой же команды, после чего завершил игровую карьеру.

## Карьера в сборной
В 1967 году провёл свой единственный матч в составе сборной Италии.

## Достижения

### «Ювентус»
- Чемпион Италии: 1966/67
- Обладатель Кубка Италии: 1964/65